# Симптоми Брудзинського
Симпто́ми Брудзи́нського (англ. Brudziñski's signs) — група симптомів, які є діагностичними ознаками і з'являються при менінгеальному синдромі. Вони входять також до «менінгеальних симптомів». Чотири  симптоми з них описав польський невролог Йозеф Брудзинський (Юзеф Бруджіньскі) (роки життя — 1874—1917). В основі цих симптомів є безумовна реакція захисту надмірно збуджених через менінгеальний синдром корінців нервів різної локалізації від болісного й надмірного розтягування.
Ці симптоми відзначають у різній частоті випадків менінгеального синдрому. але за діагностичною цінністю вони поступаються ригідності потиличних м'язів та симптому Керніга, особливо у випадках менінгіту.

## Верхній симптом (англ.Brudziñski's neck sign)
У хворого, який лежить на спині, примусово згинають голову вперед у шиї, аби він дістав підборіддям груднину, перевіряючи наявність ригідності потиличних м'язів. При позитивному результаті спостерігають рефлекторне згинання ніг у колінах.

## Щоковий симптом (англ.Brudziñski's cheek phenomenon)
У хворого, який лежить на спині, при надавлюванні на щоку нижче вилиці спостерігають підняття плеча у плечовому поясі та згинання руки на цій стороні.

## Середній (симфізний / лонний) симптом (англ.Brudziñski's symphyseal sign)
Під час перебування хворого лежачи на спині при надавлюванні рукою на лобковий симфіз спостерігають згинання ніг у кульшових і колінних суглобах. При здійсненні цього симптому потрібно, аби сечовий міхур хворого був спорожнілим або через сечовипускання, або за допомогою катетеризації. Інакше можливим є у деяких пацієнтів спричинити мовно-рухове збудження і появу чи поглиблення порушень тями.   

## Нижній симптом (англ.Brudziñski's reflex)
У положенні пацієнта на спині під час перевірки симптому Керніга з однієї сторони інша нога згинається в колінному та кульшовому суглобах, підтягуючись до живота. Разом з тим при цьому симптомі спостерігають під час примусового розгинання однієї ноги одночасне розгинання іншої